# Tefryt
Tefryt – wylewna skała magmowa o wyglądzie bazaltu, występująca wśród młodych i współczesnych law. Składa się głównie z plagioklazu, nefelinu, piroksenu i amfibolu.
Mieści się wraz z bazanitem w polu 14 diagramu QAPF skał wulkanicznych.
W klasyfikacji TAS tefryt wraz z bazanitem zajmuje pole U1 (bazanity i tefryty).
Występuje w Polsce i Czechach w obrębie środkowoeuropejskiej prowincji bazaltowej.